# Viviana Ruggiero
Viviana Ruggiero González (Montevideo, 14 de diciembre de 1985) es una periodista, y presentadora de radio y televisión uruguaya.

## Biografía
Licenciada en Comunicación Social en la Universidad Católica del Uruguay. Inició su carrera en el año 2007 en el sitio web del canal de televisión Teledoce de Montevideo, pero fue en el diario El País donde consolidó su carrera como periodista. También trabajó en otros medios orales y escritos. 
Junto a Patricia Madrid, fue hasta 2024 conductora del programa de investigación periodística Así nos va de Radio Carve (AM850). En 2017 publicó en la editorial Planeta, junto a Patricia Madrid, el libro Sendic: La carrera del hijo pródigo, una investigación sobre su gestión al frente de ANCAP del exvicepresidente Raúl Sendic, quien renunció a su cargo el 13 de septiembre de 2017.
En 2018 fichó como panelista en el programa de debates Todas las voces emitido Canal 4 y conducido por Daniel Castro. A su vez, se incorporó al noticiero del canal, Telenoche. Ese mismo año, ganó el Premio Iris en la categoría de programa periodístico en radio, junto a Patricia Madrid, por su trabajo en Así nos va. En 2020 se anunció que asumiría el puesto de coconductora y moderadora junto a Castro. Sin embargo, dos años después, en octubre de 2022 se confirmó que Ruggiero se encargaría de la conducción de Todas las voces tras la desvinculación de Castro de Canal 4. Después de no emitirse durante 2023, el 12 de abril de 2024, el programa regresó al aire.

## Libros
- 2017, Sendic: La carrera del hijo pródigo (ISBN 978-9974-880-14-6).